# Balada d'ocells i serps
|  | Aquest article tracta sobre la novel·la del 2020. Si cerqueu la pel·lícula del 2023, vegeu «Balada de refilaires i serps». |

Balada d'ocells i serps és una novel·la distòpica de ciència-ficció de l'autora estatunidenca Suzanne Collins. És una preqüela de la trilogia d'Els Jocs de la Fam que passa 64 anys abans de la primera novel·la.
En anglès, la va publicar Scholastic el 19 de maig del 2020, juntament amb un audiollibre de la novel·la llegit per l'actor Santino Fontana. La publicació es va fer per Internet a causa de la pandèmia del coronavirus. En català, l'obra es va publicar aquell mateix mes de maig al segell Fanbooks de Grup 62, que la va traduir, a diferència de les tres primeres novel·les, Alexandre Gombau i Arnau.

## Resum
Amb el rerefons dels Desens Jocs de la Fam, Balada d'ocells i serps és protagonitzada per Coriolà Snow, qui més tard esdevindrà un president autocràtic de Panem, com es veu en els 3 primers llibres de la sèrie. Amb la seva família -la cosina i l'àvia- al llindar de la pobresa, el Coriolà haurà de fer de mentor d'una tribut del Districte 12, Lucy Gray Baird, que acabarà guanyant els Jocs.
Llavors, però, es descobreix que el Coriolà ha fet trampes per ajudar-la a guanyar. Això fa que hagi d'allistar-se com a Pacificador (soldat de l'exèrcit de Panem), i ell escull com a destinació el Districte 12, on es retroba amb la Lucy Gray, de qui està enamorat. També hi anirà a parar el seu amic Sejà Plinth, que és originari del Districte 2 però va aconseguir un lloc al Capitoli gràcies als diners del seu pare. La simpatia que encara sent per la gent dels districtes fa que comenci a relacionar-se amb els rebels del Districte 2. A causa d'això, el Coriolà es veurà involucrat en un assassinat.
Al final del llibre el Coriolà Snow haurà de decidir si fugir amb la Lucy Gray cap a una zona inhabitada de Panem, o si aprofitar l'oportunitat que se li presenta de tornar al Capitoli sense que es descobreixi el seu assassinat.

## Recepció de la crítica
La resposta de la crítica va ser variada. Alguns afirmaven que "segur que les respostes sobre els inicis dels Jocs de la Fam satisfaran els fans", descrivint-la com una novel·la "agradable i emocionant". Tot i això, d'altres han criticat la llargada de la novel·la, el rerefons filosòfic i el fet que Coriolà Snow en fos el protagonista.
The Guardian va elogiar la novel·la pel seu tractament de temes com l'amistat, la traïció, l'autoritat i l'opressió, així com per la nova informació que apareix sobre els muntagarlaires i la història del Capitoli. De manera semblant, Time va destacar el fet que Collins aprofundís en detalls que amplien el món literari creat en la trilogia original. Kirkus Reviews va mencionar la intenció admonitòria de l'obra.
En canvi, segons The Telegraph, "no és l'inici prometedor esperat pels fans" i creuen que Collins hauria de limitar-se als "herois intrèpids i els girs argumentals encegadors", ja que no està preparada per parlar sobre "les parts més tèrboles de la psique humana". Sobre la seva manera de narrar, Entertainment Weekly creu que "els capítols acaben en suspensos violents fregant la paròdia" i que "hi ha massa interludis dedicats a cançons tradicionals i algunes referències ridícules" a la trilogia original. Tanmateix, en conjunt, "és una gran obra amb grans defectes, però que sens dubte et fa reflexionar", motiu pel qual li assignen una nota de "B-".

## Adaptació cinematogràfica
L'agost de 2017, Jon Feltheimer, CEO de Lionsgate, va mostrar el seu interès en els spin-offs d'Els Jocs de la Fam, amb la intenció de crear un grup de redactors per explorar el concepte.
A juny de 2019, Joe Drake, president del Lionsgate Motion Picture Group, va anunciar que la companyia treballava amb Collins en una adaptació de Balada d'ocells i serps.
L'abril de 2020, Collins i Lionsgate van confirmar que ja havien començat els plans per a la creació de la pel·lícula. També es va confirmar que Francis Lawrence en seria el director després de l'èxit de la trilogia original. El guionista seria Michael Arndt, amb Nina Jacobson i l'autora Suzanne Collins de productors.
La pel·lícula es va estrenar el 17 de novembre del 2023.